# Lynda Mekzine
Lynda Mekzine (sinh ngày 8 tháng 10 năm 1975) là một Judoka người Algérie. Cô thi đấu trong nội dung bán nhẹ nữ tại Thế vận hội Mùa hè 1996.